# Винченцо Гверини (атлетичар)
Винченцо Гверини (итал. Винченцо Гверини; Вертова Бергамо 14. мај 1950) бивши је италијански атлетичар пет пута на победничком постољу на међународним атлетским такмичењим са италијанском штафетом 4 х 100 метара (једна златна, једна сребрна, три бронзане).

## Спортска биографија
Као спринтер у својој краткој каријери трчао је углавном најкраће стазе (60 и 100 метара), на којима је 5 пута освојио италинанско првенство. Два пута је победио на 100 м (1972. и 1976), а три пута на 60 метара у дворани (1971, 1973. и 1976).
Два пута је са штафетом био финалиста олимпијских игара 1972. у Минхену и 1976. у Монтреалу.

## Значајнији резултати
| Год. | Такмичење          | Место                   | Дисциплина | Пласман | Резултат | Детаљи |
| ---- | ------------------ | ----------------------- | ---------- | ------- | -------- | ------ |
| 1971 | Европско првенство | Хелсинки, Финска        | 4 × 100 м  |         | 39,8     |        |
| 1971 | Медитеранске игре  | Измир, Турска           | 4 × 100 м  |         | 39,7     |        |
| 1972 | Олимпијске игре    | Минхен. Западна Немачка | 4 × 100 м  | 8.      | 39,14    |        |
| 1973 | Универзијада       | Москва, СССР            | 4 × 100 м  |         | 39,55    |        |
| 1974 | Европско првенство | Рим, Италија            | 4 × 100 м  |         | 38,88    |        |
| 1976 | Олимпијске игре    | Монтреал, Канада        | 4 × 100 м  | 6.      | 39,08    |        |